# Jo-Ane van Dyk
Jo-Ane van Dyk, född 3 oktober 1997, är en sydafrikansk friidrottare som tävlar i spjutkastning.

## Karriär
Jo-Ane van Dyk har bland annat två guld från de afrikanska mästerskapen (2022 och 2024) och ett guld från de afrikanska spelen (2023) i spjutkastning. Vid OS 2024 tog hon hem silvret i spjutkastning.